# Eric Katenda
Pour les articles homonymes, voir Eric.
Eric Kovu Katenda, né le 11 septembre 1992 à Paris (France) est un joueur français de basket-ball. Il évolue au poste d'ailier fort.

## Biographie
Durant l'été 2011, lors d'un match sur un playground à Washington, il perd l'usage de son œil gauche.

### Carrière universitaire
Il passe ses trois premières années universitaires à l'Université Notre Dame où il joue pour le Fighting Irish. Puis il clôt son cursus universitaire à l'Université de North Texas où il joue pour le Mean Green.

### Carrière professionnelle
Le 23 juin 2016, lors de la draft 2016 de la NBA, automatiquement éligible, il n'est pas sélectionné.
Le 9 août 2016, il signe son premier contrat professionnel en France à l'ESSM Le Portel.
En janvier 2018 il quitte les Suisses de Vevey Riviera Basket.  Il reste libre jusqu'à ce qu'il rejoigne Uppsala Basket, en décembre de la même année. Il n'y reste que peu de temps puisque dès le mois de février 2019 il s'engage à l'UMF Njarðvík.

## Statistiques

### Universitaires
Les statistiques en matchs universitaires de Eric Katenda sont les suivantes :
| Saison    | Équipe      | Matchs | Titul. | Min./m | % Tir | % 3pts | % LF | Rbds/m. | Pass/m. | Int/m. | Ctr/m. | Pts/m. |
| --------- | ----------- | ------ | ------ | ------ | ----- | ------ | ---- | ------- | ------- | ------ | ------ | ------ |
| 2011-2012 | Notre Dame  |        |        |        |       |        |      |         |         |        |        |        |
| 2013-2014 | Notre Dame  | 2      | 0      | 1,5    | 0,0   | 0,0    | 0,0  | 0,00    | 0,00    | 0,00   | 0,00   | 0,00   |
| 2014-2015 | Notre Dame  | 15     | 0      | 2,1    | 23,5  | 0,0    | 55,6 | 0,47    | 0,07    | 0,07   | 0,07   | 0,87   |
| 2015-2016 | North Texas | 31     | 18     | 16,9   | 55,7  | 100,0  | 69,9 | 3,58    | 0,23    | 0,48   | 0,71   | 6,71   |
| Total     |             | 48     | 18     | 11,7   | 52,2  | 100,0  | 68,3 | 2,46    | 0,17    | 0,33   | 0,48   | 4,60   |